# 칠버섯속
칠버섯속(Crustomyces)은 담자균강 구멍장이버섯목 칠버섯과에 속하는 균류 속의 하나이다.

## 하위 종
- 작은돌기칠버섯[2]